# Władysław Antoni Wieczorkiewicz
Władysław Antoni Wieczorkiewicz lub Władysław Bóbr-Wieczorkiewicz (ur. 23 grudnia 1896 w Petersburgu, zm. 12 marca 1948 w Krakowie) – polski architekt, urbanista i nauczyciel akademicki.

## Życiorys
Studiował na Wydziale Architektury Politechniki Warszawskiej. Dyplom inżyniera architekta otrzymał w 1929. Po ukończeniu studiów podjął pracę w wyuczonym zawodzie.
W latach 1933–1939 zajmował stanowisko kierownika Biura Pomiarów i Zabudowy Miast przy Urzędzie Wojewódzkim Warszawskim. Był również rzeczoznawcą urbanistycznym Związku Miast Polskich.
Po okupacji niemieckiej Polski mieszkał w Krakowie. W 1945 został kierownikiem tamtejszego Oddziału Planowania Miast w Regionalnej Dyrekcji Planowania Przestrzennego. Po uruchomieniu Politechniki Krakowskiej otrzymał stanowisko adiunkta w katedrze urbanistyki.
Już w okresie międzywojennym wstąpił do Oddziału Warszawskiego Stowarzyszenia Architektów Rzeczypospolitej Polskiej (SARP). Po okupacji został członkiem nowego SARP, które po przekształceniu otrzymało w 1952 nazwę: „Stowarzyszenie Architektów Polskich”. De facto jednak kontynuowało tradycje poprzedniej organizacji. Należał do Oddziału Krakowskiego.
Zmarł przedwcześnie w wieku 51. lat po krótkiej, lecz ciężkiej chorobie. Po śmierci spoczął na cmentarzu Rakowickim w Krakowie, pochowany 15 marca 1948.

## Dokonania
- Plany zabudowy miast (1933–1939)
  - Wyszków
  - Grodzisk Mazowiecki
  - Płock
  - Włocławek
- Plany zabudowy miast (po 1945)
  - Tarnów
  - Limanowa
  - Chrzanów (fragmenty)
  - Trzebinia (fragmenty)

### Konkursy
- Projekt regulacji i zabudowy Poznania (1931) (zakup)
- Projekt rozplanowania dzielnicy przy dworcu kolejowym Łódź Fabryczna (1932) – współautorzy: Maria Buckiewicz, Wacław Podlewski i Lech Sawicki (I nagroda i pierwsze wyróżnienie)
- Projekt zagospodarowania pl. Józefa Piłsudskiego w Warszawie (1934) – współautor: Stanisław Gergovich (zakup)
- SARP/TUP nr 71 – Projekt rozplanowanie miasta Równe (1937) – współautor: Maria Buckiewicz (I nagroda)